# Волчевка (приток Воробьёвки)
Волчевка — река в России, протекает в Оренбургской области. Устье реки находится в 13 км по левому берегу реки Воробьёвки. Длина реки составляет 11 км, площадь бассейна 36,3 км².

## Данные водного реестра
По данным государственного водного реестра России, река относится к Нижневолжскому бассейновому округу. Водохозяйственный участок реки — Самара от истока до Сорочинского гидроузла. Речной бассейн Волчевки — Волга от верховий Куйбышевского водохранилища до впадения в Каспий.
Код объекта в государственном водном реестре — 11010000912112100006321.